# Коронавірусна хвороба 2019 у Туреччині
Коронавірусна хвороба 2019 у Туреччині — розповсюдження вірусу територією країни.

## Перебіг подій

### 2020
24 січня міністерство охорони здоров'я Туреччини встановило теплові камери в аеропортах.
31 січня турецький уряд відправив літак, щоб повернути 34 громадян Туреччини та кількох інших з Уханю. Інші громадяни: сім азербайджанців, сім грузин та один албанець. Китай замовив у Туреччині 200 мільйонів масок.
1 лютого Туреччина оголосила про припинення всіх рейсів з Китаю. Кордон з Іраном був закритий після того, як влада Ірану відмовилась не дотримувалася вимоги Туреччини щодо карантину іранського міста Кум. Того ж дня Туреччина оголосила про рішення припинити всі рейси до та з Ірану.
29 лютого Туреччина оголосила про припинення всіх рейсів до Італії, Південної Кореї та Іраку до та з неї. Незабаром кордон з Іраком також був закритий. Міністерство також створило польові лікарні біля кордонів Іраку та Ірану.
В березні турецькі міста проводили масштабні роботи з дезінфекції в громадських місцях та масових транспортних засобах. У Стамбулі встановлено дезінфікуючі засоби на станціях метрополітенів.
20 березня Ердоган наказав евакуювати турецьких студентів із 8 країн, помістивши їх після цього на двотижневий карантин.
З 1 по 3 травня в країні була комендантська година для протидії епідемії коронавірусу. Комендантська година буде на вихідних до кінця Рамазану.
4 травня президент Туреччини Ердоган оголосив про поетапне пом'якшення карантину із 11 травня. Дітям і літнім людям дозволять виходити на вулиці у певні години доби. В країні дуже багато випадків інфікування, за цим показником країна увійшла до 20-ти країн світу — 127 659 підтверджених випадків коронавірусу. 3461 хворих померли, 86 166 — одужали. Було зроблено більше 1 млн тестів. За добу було 1 614 нових випадків коронавірусу, померли 64 хворих. Одужали за добу — більше 5 тисяч людей.
17 листопада в Туреччині було введено комендантську годину на вихідні. 30 листопада комендантську годину було посилено й запроваджено в будні з 21:00 до 5:00.
19 грудня в лікарні для хворих на коронавірус стався вибух кисневого балону, в результаті загинуло 9 людей. Наприкінці грудня було запроваджено комендатську годину, громадянам Туреччини було заборонено виходити з 21:00 31 грудня до 5:00 4 січня 2021-го. 31 грудня у Туреччині було введено комендантську годину до 5:00 4 січня.

### 2021
13 січня Туреччина схвалила використання китайської вакцини Sinovac і було зроблено перше щеплення, першим в країні щеплення отримав міністр охорони здоров'я Ахмет Демірджан.
3 лютого у Туреччині знайшли нові мутації коронавірусу, зокрема, південноафриканський і бразильський штами.
З березня в Туреччині в частині регіонів частково послаблено карантин.
13 квітня карантин було знову посилено на фоні зростання випадків інфікування. Протягом 12 квітня було зафіксовано 59 тисяч нових випадків. 19 квітня у Туреччині зафіксували рекорд добової смертності від коронавірусу — 318 випадків.
22 квітня в Туреччині було введено цілодобову комендантську годину на три дні. Громадянам дозволили залишати житло тільки для відвідування продуктових магазинів і аптек з 10:00 до 17:00, візитів до лікарів і вигулу собак. 30 квітня Туреччина схвалила використання російської вакцини Спутник V. 
7 травня в країні було посилено локдаун, можливість купівлі в магазинах було обмежено.
22 червня проведене перше щеплення турецькою вакциною «TURKOVAC» в рамках III фази клінічного дослідження в міській лікарні Анкари, у відеоконференції з цього приводу також взяв участь президент країни Реджеп Тайїп Ердоган.
6 липня в трьох містах країни було виявлено перші випадки штаму Delta Plus, у всіх випадках хворих було вакциновано.